# جوردن إيبرل
جوردن إيبرل هو لاعب هوكي الجليد كندي، ولد في 15 مايو 1990 في ريجاينا في كندا.

## وصلات خارجية
- جوردن إيبرل على موقع دوري الهوكي الوطني (الإنجليزية)
- جوردن إيبرل على موقع EliteProspects.com (الإنجليزية)
- جوردن إيبرل على موقع Eurohockey.com (الإنجليزية)
- جوردن إيبرل على موقع HockeyDB.com (الإنجليزية)
- جوردن إيبرل على موقع Hockey-Reference.com (الإنجليزية)